# Dicranopalpus ramosus
Espèce
Synonymes
- Dichranochirus ramosus Simon, 1909

Dicranopalpus ramosus est une espèce d'opilions eupnois de la famille des Phalangiidae.

## Distribution
Cette espèce se rencontre en Afrique du Nord et en Europe.
Au départ l'espèce a été identifiée au Maroc. Par la suite, elle s'est diffusée en Europe, où elle a été signalée d'abord au Portugal (en 1948), puis en Espagne (1965) et en France (1969). Elle atteignit les Pays-Bas en 1992. Depuis 2004, on sait qu'elle se rencontre aussi en Allemagne. Dès 1957, elle a été signalée à Bournemouth, dans le Sud de l'Angleterre, d'où elle s'est diffusée sur toute l'île, jusqu'à atteindre l'Écosse en 2000. En 2010, une source a signalé la présence de l'espèce au Danemark.

## Description

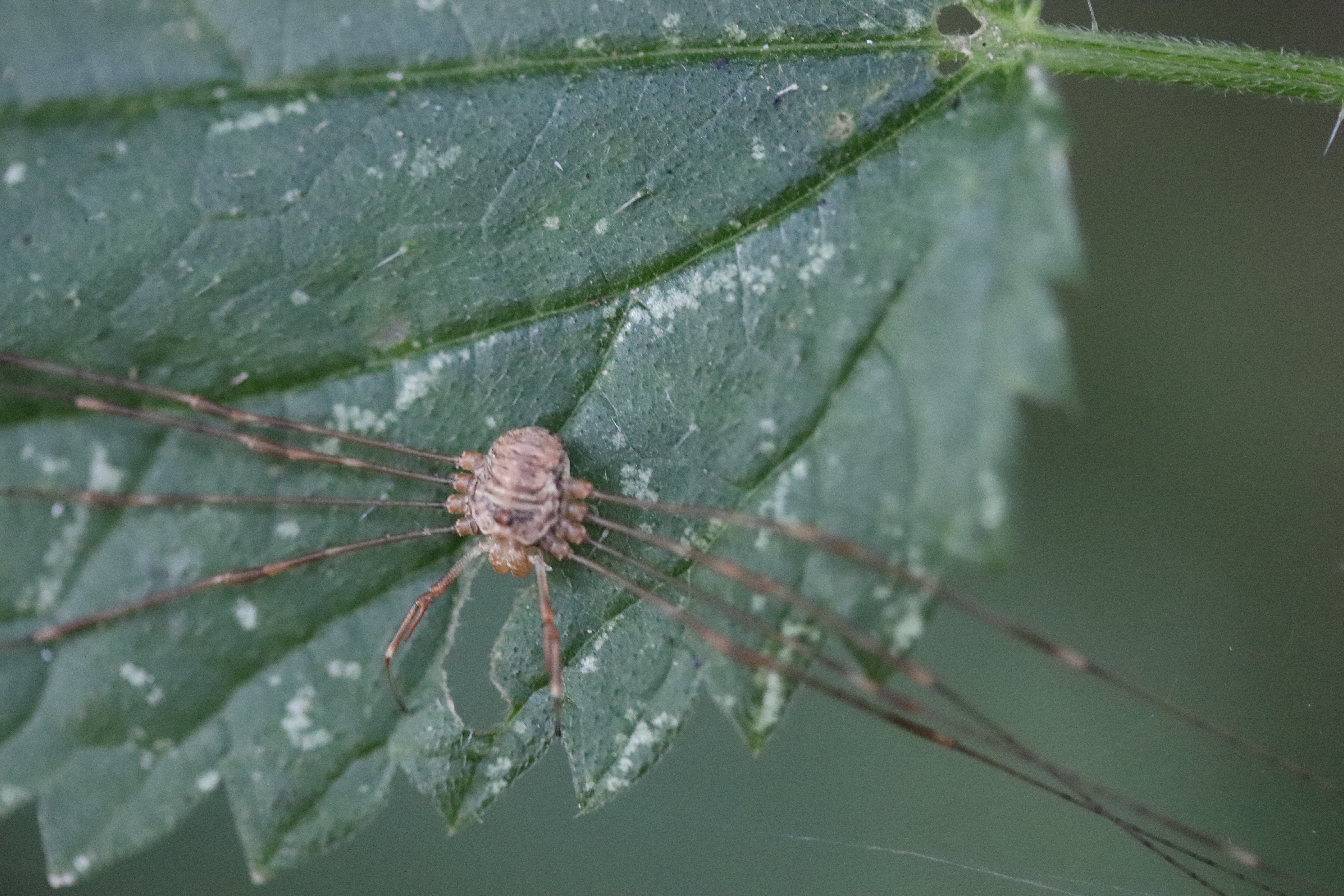
Dicranopalpus ramosus

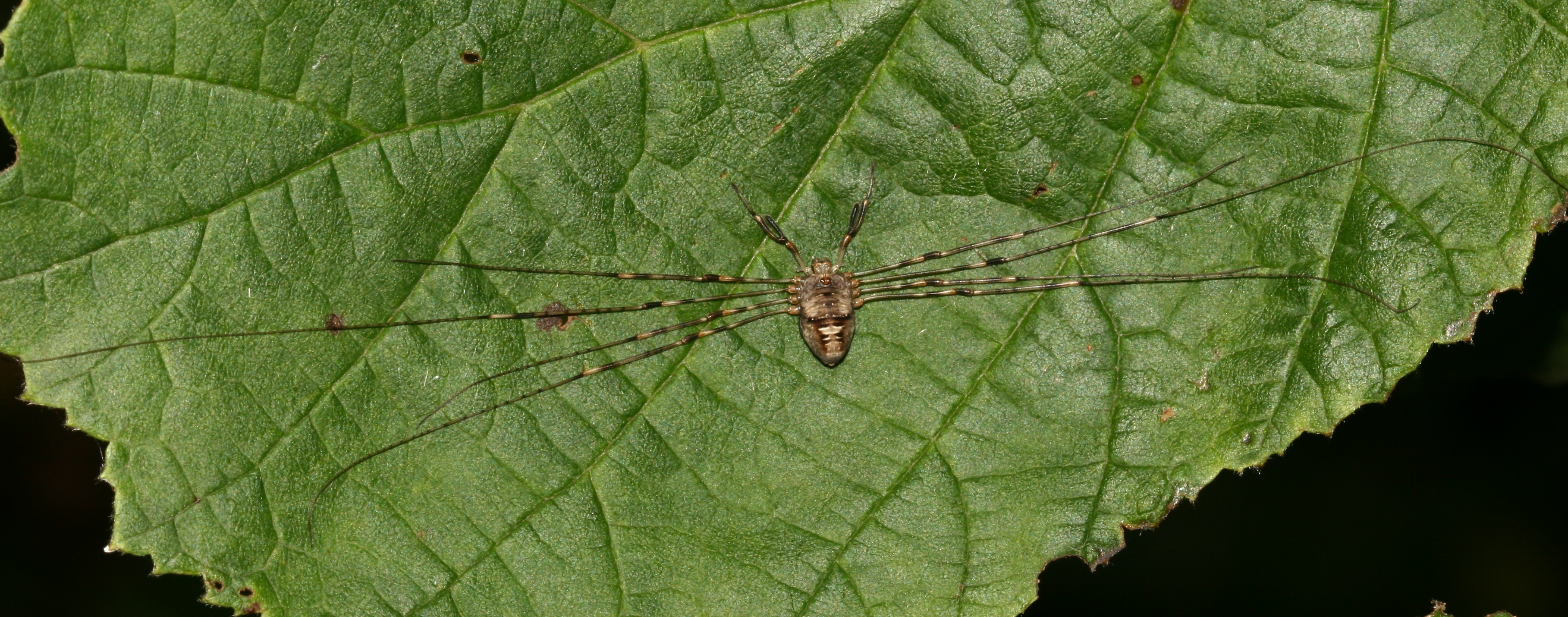
Dicranopalpus ramosus

Les mâles mesurent jusqu'à 4 mm de long, les femelles jusqu'à 6 mm. Les individus des deux sexes ont de très longues pattes (notamment la deuxième paire qui peut atteindre 5 cm de long), avec un apophysis très allongé qui atteint presque le bout du tibia. De ce fait, leurs pédipalpes ont l'air fourchus. Leur corps, de couleur brunâtre, porte des marques sombres ; les femelles sont d'une couleur un peu plus claire.
L'espèce est identifiable aisément grâce à la forme des pédipalpes et à la position qu'adoptent les individus au repos, avec les pattes étalées sur les côtés. Cependant, la méthode traditionnelle pour capturer des invertébrés ne fonctionne pas : sur 103 individus collectés en Belgique, un seul a été capturé grâce à un piège, les autres l'ayant été à la main.
Les adultes se rencontrent entre août et novembre, en général dans les jardins et sur les murs extérieurs, mais parfois aussi en intérieur.

## Publication originale
- Simon, 1909 : « Étude sur les Arachnides recueillis au Maroc par M. Martínez de la Escalera en 1907. » Memorias de la Real Sociedad Española de Historia Natural, vol. 6, no 1, p. 5–43 (texte intégral).